# Auguste-Félix de Joncières
Pour les articles homonymes, voir Joncières.
Auguste-Félix de Joncières, né le 28 août 1811 à Paris et mort le 16 janvier 1895 à Saint-Cloud, est un avocat et un journaliste français, responsable des informations politiques au quotidien anticlérical et bonapartiste La Patrie.

## Biographie
Domicilié au 27, rue de Bruxelles, à Paris, sociétaire depuis 1838 de la Gazette Bibliographie et du Cabinet Historique revue mensuelle répertoriant tous les manuscrits. Il commence par une carrière d'avocat.
À partir de 1850, Auguste-Félix de Joncières est pendant onze ans chargé de rédiger dans le journal La Patrie, les articles de politique. Le 12 août 1853, il est fait chevalier de la Légion d'honneur.
En 1861, il y soutient, à propos de la question romaine, une polémique favorable à l'unité de l'Italie, qui aboutit à son licenciement et à un procès qu'il remporte, dans le cadre de l'arrêt Joncières-Delamarre du 16 février 1863.
Il est le père du compositeur d’opéra Victorin de Joncières et le grand-père de l'homme d'affaires et éditeur de presse André de Joncières.